# La noche eterna
La noche eterna es una película documental de Argentina filmada en colores dirigida por Marcelo Céspedes y Carmen Guarini sobre su propio guion que se estrenó el 15 de agosto de 1991.

## Sinopsis
Sobre los mineros de Río Turbio, sus mujeres y los demás pobladores de la ciudad cercana a yacimientos de carbón sobre los cuales el Estado tuvo distintas políticas.

## Comentarios
Ricardo García Olivieri en Clarín dijo:

«Mientras la contundencia de las imágenes y el rigor de sus conceptos…como testimonio del olvido –casi una característica nacional- y las injusticias  -viejas como el mundo- La noche eterna asume contornos de modelo universal, por haber encontrado un caso extremo que ejemplifica. Una disyuntiva autoral: saber si el semejante importa más en sí mismo o por su valor circunstancial en el mercado.»

Pablo Scholz en El Cronista Comercial dijo:

«El documento permite, cuando echa mano de discursos, e ingresa sólo con su cámara…ser testigo de una verdad incuestionable.»

Manrupe y Portela escriben:

«Testimonio riguroso y objetivo de una realidad ignorada, narrado con asceticismo.»